# Abdelkader Ghezzal
Pour les articles homonymes, voir Ghezzal.
Abdelkader Ghezzal, né le 5 décembre 1984 à Décines-Charpieu, est un footballeur international algérien, évoluant au poste d'attaquant. Il devient conseiller sportif après la fin de sa carrière de joueur.
Il compte 28 sélections en équipe nationale entre 2008 et 2012. Il est le frère aîné de Rachid Ghezzal, également footballeur.

## Biographie

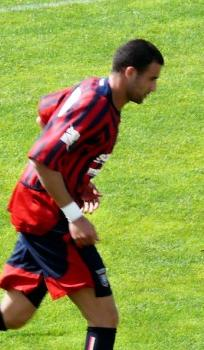
Avec Crotone.

Il est issu d'une famille originaire de Hennaya, dans la wilaya de Tlemcen.
Il commence sa carrière internationale avec l'Algérie contre le Mali (1-1), en 2008.
Il marque son premier but avec l'Algérie lors d'un match amical contre le Bénin, le 11 février 2009, au stade Mustapha-Tchaker de Blida. Il récidive quatre mois plus tard le 7 juin 2009, face à l'Égypte, lors des éliminatoires de la Coupe du monde de football de 2010 ; l'Algérie gagne 3 à 1 ce match, à nouveau joué au stade Mustapha Tchaker. Il marque un troisième but en sélection, contre le Rwanda le 11 octobre 2009, toujours dans le cadre des éliminatoires de la Coupe du monde de football de 2010.
Lors du premier match de la Coupe du monde 2010, Ghezzal fait son entrée en deuxième mi-temps de la première rencontre contre la Slovénie ; il reçoit deux cartons jaunes en espace de dix minutes et se fait donc expulser.
En septembre 2016, il signe à l'Ain Sud Foot, club amateur évoluant alors en Division d'Honneur Rhône-Alpes (D6). Trois mois plus tard, le 18 décembre 2016, Abdelkader Ghezzal annonce, via Twitter, sa décision de mettre un terme à sa carrière sportive. Il se reconvertit en conseiller sportif et s'occupe notamment de son petit frère, Rachid,.

## Statistiques
| Saison                | Club                  | Championnat           | Championnat | Championnat | Coupe(s) nationale(s) | Coupe(s) nationale(s) | Total | Total |
| Saison                | Club                  | Division              | M.          | B.          | M.                    | B.                    | M.    | B.    |
| 2002-2003             | FC Vaulx-en-Velin     | 5                     | -           | -           | -                     | -                     | 0     | 0     |
| 2003-2004             | FC Vaulx-en-Velin     | 6                     | -           | -           | -                     | -                     | 0     | 0     |
| 2004-2005             | AS Saint-Priest       | 4                     | 24          | 11          | 1                     | 1                     | 25    | 12    |
| 2005-2006             | FC Crotone            | 2                     | 6           | 0           | 0                     | 0                     | 6     | 0     |
| 2005-2006             | AS Biellese (prêt)    | 4                     | 12          | 9           | 0                     | 0                     | 12    | 9     |
| 2006-2007             | AC Pro Sesto (prêt)   | 3                     | 31          | 9           | 0                     | 0                     | 31    | 9     |
| 2007-2008             | FC Crotone            | 3                     | 33          | 20          | 0                     | 0                     | 33    | 20    |
| 2008-2009             | AC Sienne             | 1                     | 36          | 5           | 1                     | 0                     | 37    | 5     |
| 2009-2010             | AC Sienne             | 1                     | 30          | 6           | 1                     | 0                     | 31    | 6     |
| 2010-2011             | AS Bari               | 1                     | 20          | 2           | 0                     | 0                     | 20    | 2     |
| 2011-2012             | AC Cesena (prêt)      | 1                     | 13          | 0           | 1                     | 0                     | 14    | 0     |
| 2011-2012             | Levante UD (prêt)     | 1                     | 16          | 2           | 0                     | 0                     | 16    | 2     |
| 2012-2013             | AS Bari               | 2                     | 17          | 2           | 0                     | 0                     | 17    | 2     |
| 2013-2014             | US Latina (prêt)      | 2                     | 25          | 2           | 0                     | 0                     | 25    | 2     |
| 2014-2015             | Parme FC              | 1                     | 19          | 0           | 0                     | 0                     | 19    | 0     |
| 2015-2016             | Calcio Côme           | 2                     | 15          | 0           | 0                     | 0                     | 15    | 0     |
| 2016-2017             | Ain Sud Foot          | 6                     | -           | -           | -                     | -                     | 0     | 0     |
| Total sur la carrière | Total sur la carrière | Total sur la carrière | 297         | 68          | 4                     | 1                     | 301   | 69    |

## En sélection nationale
| Saison                | Sélection             | Phases finales               | Phases finales | Phases finales | Phases finales | Éliminatoires CDM | Éliminatoires CDM | Éliminatoires CDM | Éliminatoires CAN | Éliminatoires CAN | Éliminatoires CAN | Matchs amicaux | Matchs amicaux | Matchs amicaux | Total | Total | Total |
| Saison                | Sélection             | Compétition                  | M              | B              | Pd             | M                 | B                 | Pd                | M                 | B                 | Pd                | M              | B              | Pd             | M     | B     | Pd    |
| --------------------- | --------------------- | ---------------------------- | -------------- | -------------- | -------------- | ----------------- | ----------------- | ----------------- | ----------------- | ----------------- | ----------------- | -------------- | -------------- | -------------- | ----- | ----- | ----- |
| 2008-2009             | Algérie               | -                            | -              | -              | -              | 3                 | 1                 | 0                 | -                 | -                 | -                 | 2              | 1              | 0              | 5     | 2     | 0     |
| 2009-2010             | Algérie               | CAN 2010+Coupe du monde 2010 | 6+2            | 0+0            | 0+0            | 4                 | 1                 | 1                 | -                 | -                 | -                 | 4              | 0              | 0              | 16    | 1     | 1     |
| 2010-2011             | Algérie               | -                            | -              | -              | -              | -                 | -                 | -                 | 3                 | 0                 | 0                 | 1              | 0              | 0              | 4     | 0     | 0     |
| 2011-2012             | Algérie               | -                            | -              | -              | -              | -                 | -                 | -                 | 3                 | 0                 | 0                 | -              | -              | -              | 3     | 0     | 0     |
| Total sur la carrière | Total sur la carrière | Total sur la carrière        | 8              | 0              | 0              | 7                 | 2                 | 1                 | 6                 | 0                 | 0                 | 7              | 1              | 0              | 28    | 3     | 1     |

### Matchs internationaux
Le tableau suivant liste les rencontres de l'équipe d'Algérie auxquelles Abdelkader Ghezzal prend part du 18 novembre 2008 au 29 février 2012.